# 반여농산물시장역
반여농산물시장역(Banyeo Agricultural Market station, 盤如農産物市場驛)은 대한민국 부산광역시 해운대구 석대동에 있는 부산 도시철도 4호선의 전철역이다. 이 역은 주변 지형상 반지하역 형태를 띠며, 금사역과의 사이에 수영강 하저를 통과한다. 이 역부터 미남역까지 지하 구간이다.

## 역사
- 2011년 3월 30일 : 부산 도시철도 4호선 개통과 함께 영업 개시

## 개요
역명은 인근의 반여농산물도매시장에서 따온 것이다. 이 역과 석대역 사이에 아치형 사장교가 있다. 부산 도시철도 4호선 개통식이 열린 역이다. 이 역부터 금사역까지의 구간 중 수영강 밑을 지나게 된다. 석대화훼단지, 수영강에 있는 석대사거리 일대는 이 역에서 가깝다.
연계 시내버스 노선으로는 36번, 43번, 107번 등이 있으며 특히 107번은 정관읍에서 출발해 이 역을 지나 올림픽교차로 환승센터를 종점으로 하며, 기장군 철마면소재지를 경유하여 오기 때문에 철마면소재지 쪽에 사는 주민들도 107번 시내버스를 타고 와서 이 역을 많이 이용한다.

## 역 구조
2면 2선의 상대식 승강장을 갖춘 반지하역이며, 스크린도어가 설치되어 있다. 출구는 2개다. 이 역은 반지하역으로 1호선 노포역, 2호선 동원역, 인천 도시철도 2호선 운연역, 수도권 전철 경강선 초월역과 동일한 구조를 가지고 있다. 

### 승강장
| 금사 ↑ |
| \| 상  |
| ↓ 석대 |

| 상행 | ● 부산 도시철도 4호선 | 충렬사·수안·동래·미남 방면   |
| 하행 | ● 부산 도시철도 4호선 | 석대·영산대·윗반송·안평 방면 |

- 대합실을 통과해 반대편 승강장으로 이동이 가능하다.

## 사진

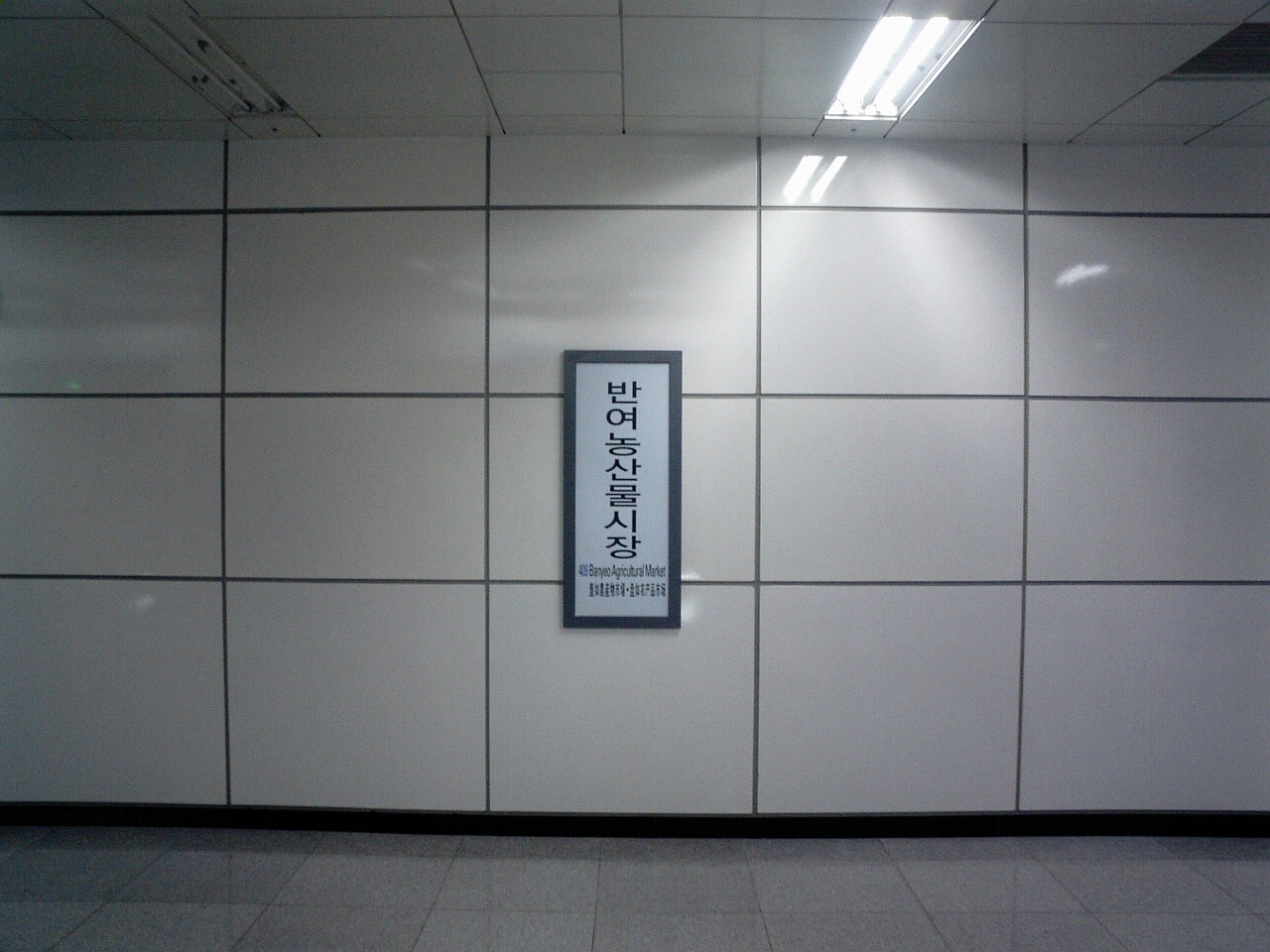
역명판
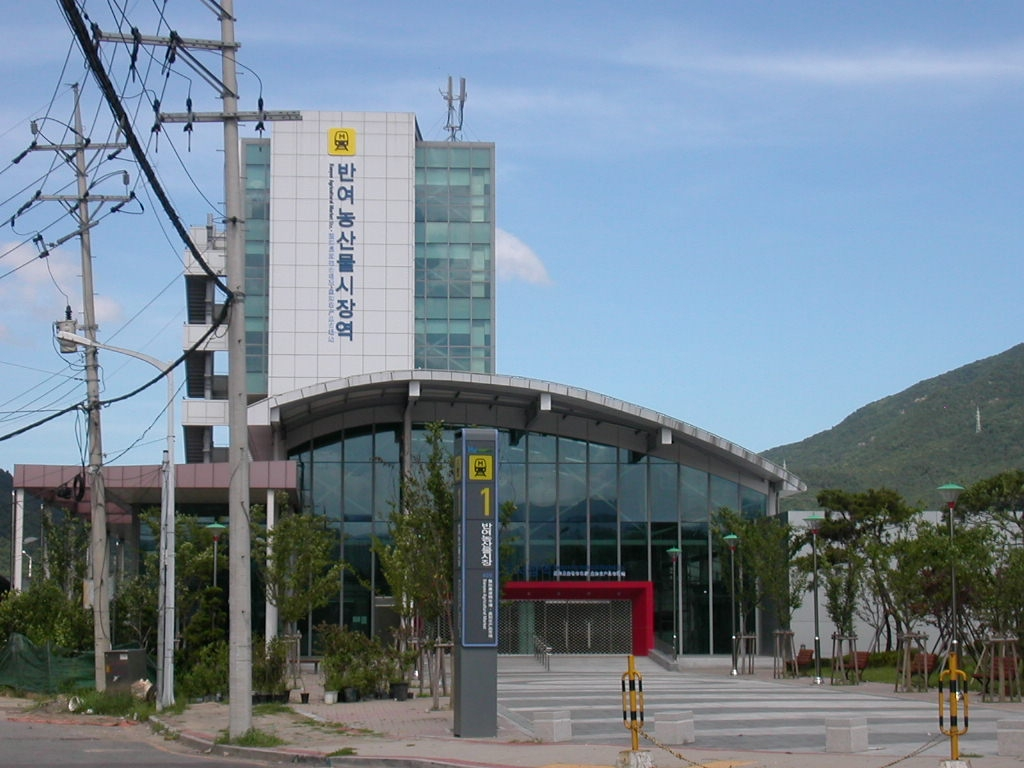
1번 출입구

## 역 주변
- 반여농산물도매시장
- 반여동
- 해운대 수목원
- 석대도시 첨단산업단지
- 반석초등학교
- 석대화훼단지

## 승차량 변동
| 노선  | 승차 인원 | 승차 인원 | 승차 인원 | 승차 인원 | 승차 인원 | 승차 인원 | 주 석 |
| 노선  | 2011년    | 2012년    | 2013년    | 2014년    | 2015년    | 2016년    | 주 석 |
| ----- | --------- | --------- | --------- | --------- | --------- | --------- | ----- |
| 4호선 | 1355      | 1400      | 1500      | 1621      | 1757      | ?         | [ 1 ] |

## 인접한 역
| 부산 도시철도 4호선 | 부산 도시철도 4호선   | 부산 도시철도 4호선 |
| ------------------- | --------------------- | ------------------- |
| 408 금사 미남 방면  | ● 부산 도시철도 4호선 | 410 석대 안평 방면  |